# Dagmar Urbancová
Dagmar Urbancová (* 23. května 1983) je bývalá česká fotbalistka, která hrála na pozici levého obránce. Za českou reprezentaci odehrála 27 zápasů a vstřelila 4 góly. Česko reprezentovala také ve futsalu.
Svou kariéru začala v Complex Otrokovice (později 1. FC Slovácko), později hrála za Bayern Mnichov, v klubu působila 5 sezón. Poslední sezónu si přetrhla vazy v koleni a po sezóně se rozhodla vrátit do Slovácka.